# Lucius Egnatius Quartus
Lucius Egnatius Quartus (vollständige Namensform Lucius Egnatius Luci filius Teretina Quartus) war ein im 2. Jahrhundert n. Chr. lebender Angehöriger des römischen Ritterstandes (eques). Durch zwei Inschriften in griechischer Sprache sind einzelne Stationen seiner Laufbahn bekannt, die er vermutlich in der ersten Hälfte des 2. Jahrhunderts absolvierte.

## Leben
Seine militärische Laufbahn bestand aus den für einen Angehörigen des Ritterstandes üblichen tres militiae. Zunächst übernahm er als Präfekt die Leitung der Cohors II Claudia, die in der Provinz Cappadocia stationiert war. In derselben Provinz übernahm er als außerordentliches Kommando auch noch den Posten eines Praepositus der Ala I Augusta Gemina Colonorum. Danach wurde er Tribun der Legio VIII Augusta, die in Argentoratum in der Provinz Germania superior stationiert war.
Den Abschluss seiner Karriere, soweit sie aus den Inschriften bekannt ist, bildete das Kommando als Präfekt einer Ala Augusta. Es ist allerdings nicht ganz klar, um welche der Einheiten dieses Namens es sich in diesem Fall handelte. Da aber der Beiname „Augusta“, anders als bei der Ala I Augusta Gemina Colonorum in der gleichen Inschrift, nicht als „Σεβαστή“ ins Griechische übersetzt wurde, sondern einfach als „Αὐγούστη“ in griechischer Schrift transkribiert wurde, ist anzunehmen, dass es sich um eine Einheit handelt, die im Westen des römischen Reiches stationiert war, also allgemein eher unter ihrem lateinischen Namen bekannt war. Egnatius Quartus dürfte demnach entweder die Ala I Augusta Gallorum Proculeiana, die in der Provinz Britannia stationiert war, oder die Ala I Augusta Thracum, die zum Zeitpunkt seines Kommandos entweder in Rätien oder in Noricum stationiert war, befehligt haben.

## Herkunft und Familie
Egnatius Quartus war in der Tribus Teretina eingeschrieben und stammte entweder aus Acmonia oder aus Temenothyrae (beide in der Provinz Asia), wo jeweils eine Inschrift für ihn errichtet wurde. Die eine Inschrift nennt ihn „Wohltäter der Vaterstadt“, die andere bezeichnet ihn als „Freund der Vaterstadt“.
Möglicherweise ist Egnatius Quartus mit Egnatius Priscus verwandt, der durch eine Inschrift für die erste Hälfte des 2. Jahrhunderts als procurator Augusti für die Provinz Noricum belegt ist.